# 努瓦龙特
努瓦龙特（法語：Noironte，法語發音：[nwaʁɔ̃t]）是法国杜省的一个市镇，属于贝桑松区。

## 地理
努瓦龙特（47°16'19"N, 5°52'28"E）面积6.73 平方千米，位于法国勃艮第-弗朗什-孔泰大區杜省，该省份为法国东部内陆省份，北起上索恩省，西接汝拉省，东部及东南部与瑞士接壤，东北部与贝尔福地区省接壤。
与努瓦龙特接壤的市镇（或旧市镇、城区）包括：普拉塞、欧德、尚帕涅、绍塞讷、勒科洛涅、埃马尼、普耶莱维涅、尚旺莱穆兰、奥尼翁河畔舍维涅。

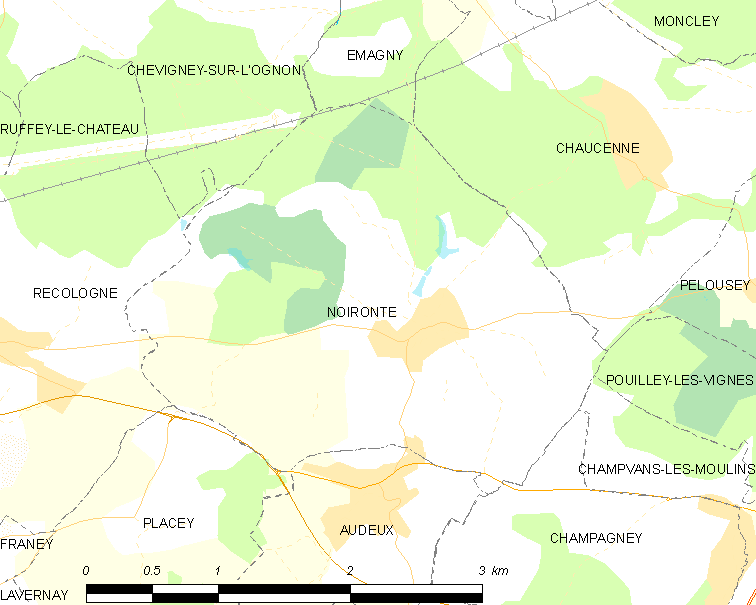
努瓦龙特的OSM定位图

努瓦龙特的时区为UTC+01:00、UTC+02:00（夏令时）。

## 行政
努瓦龙特的邮政编码为25170，INSEE市镇编码为25427。

## 政治
努瓦龙特所属的省级选区为贝桑松第二县。

## 人口

1962-2008年间努瓦龙特人口变化图示

努瓦龙特于2022年1月1日时的人口数量为401人。